# Pipa aspera
Pipa aspera là một loài cóc thuộc họ Pipidae.
Loài này có ở Guyane thuộc Pháp, Suriname, và có thể cả Brasil.
Môi trường sống tự nhiên của chúng là rừng ẩm vùng đất thấp nhiệt đới hoặc cận nhiệt đới, sông ngòi, đầm nước ngọt, và đầm nước ngọt có nước theo mùa.